# 과비아레강

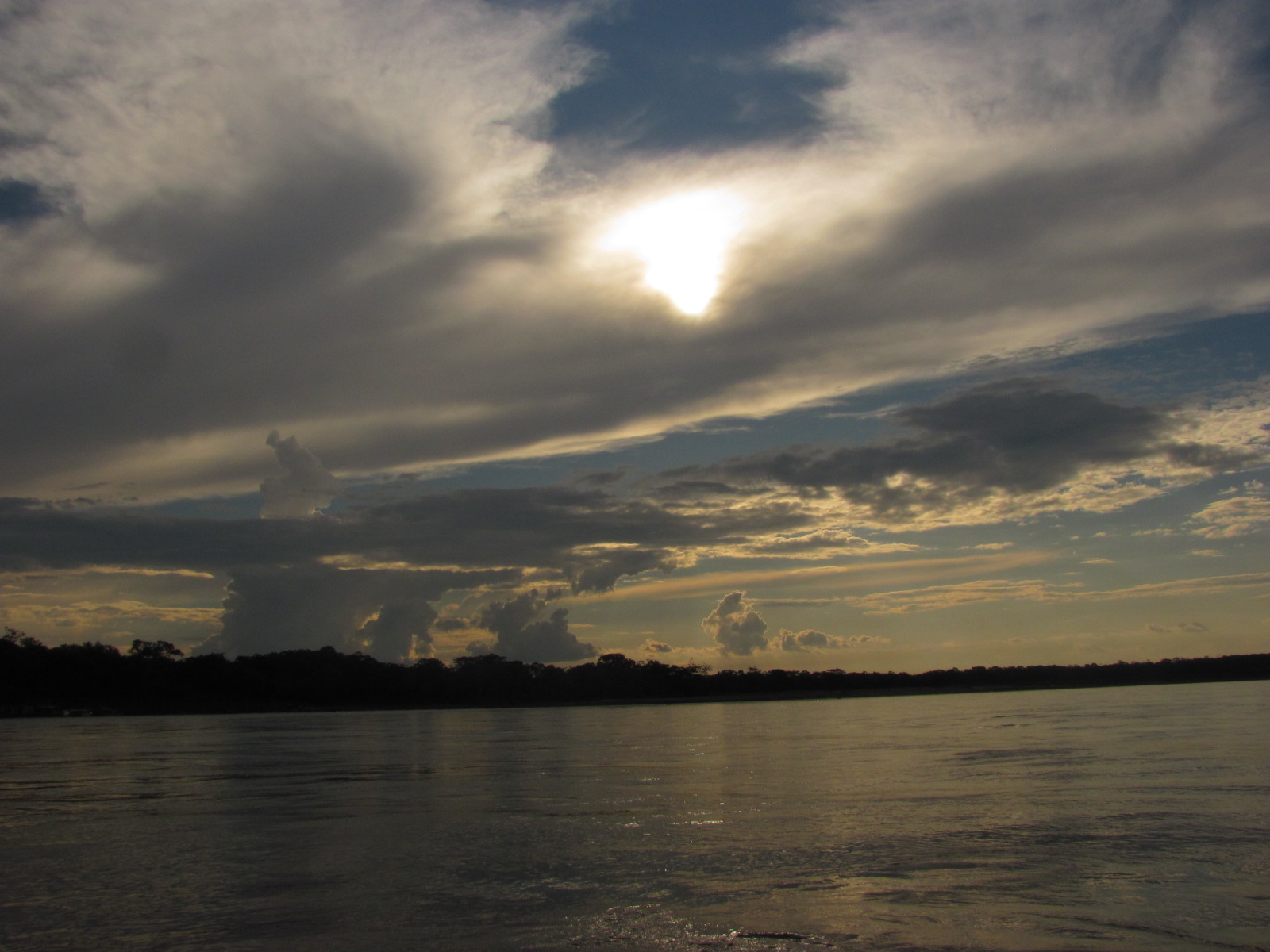
과비아레강

과비아레강(Guaviare River)은 콜롬비아를 흐르는 강이다. 콜롬비아 오리노코강의 지류이다.
과비아레강의 원천은 다른 두 개의 강인 아리아리강(Ariari)과 구아야베로강(Guayabero)이며, 차례로 안데스산맥의 동부에 자체적인 수원이 있다. 길이가 1,497km(930마일)로 오리노코강의 가장 긴 지류이며 전체 길이의 630km(390마일)를 항해할 수 있다. 과비아레강은 라노스(Llanos)와 아마존우림(Amazon Rainforest) 사이의 경계로 간주된다. 주요 지류는 이니리다(Inírida)강이다.